# Perissus luteonotatus
Perissus luteonotatus là một loài bọ cánh cứng trong họ Cerambycidae.